# Empire Mark II
Empire Mark II is het tweede studioalbum van Empire. Na de flop van Empire Mark I (het werd wel opgenomen, maar pas 20 jaar later uitgegeven) vertrokken de leiders Peter Banks en Sydney Foxx naar de Verenigde Staten om het daar maar te proberen. Ze probeerden het daar, maar de plaats waar het album werd opgenomen, Los Angeles en de platenlabels aldaar stonden midden in de discomuziek en er was altijd de vraag van "Welk nummer kunnen we uitgeven als single". Welnu Empire speelde geen disco en was ook niet van plan een single uit te geven. Verder werden de opnamen geteisterd door een hevige ruis in de geluidsstudio en een van de musici zag het halverwege de opnamen niet meer zitten in de muziekwereld. Bovendien viel de relatie Banks/Foxx uit elkaar. Van de vier andere musici speelde niemand mee op het volgende album.

## Musici
- Peter Banks – gitaar
- Sydney Foxx – zang
- Chad Peery – basgitaar
- Robert Orellana – toetsinstrumenten
- Jakob Magnusson – aanvullende toetsen
- Jeffrey Fayman – slagwerk, percussie

## Muziek
| Nr. | Titel                                                   | Duur  |
| --- | ------------------------------------------------------- | ----- |
| 1.  | Still out of our hands (Banks (muziek), (Foxx teksten)) | 8:29  |
| 2.  | Destiny (Banks (muziek), (Foxx teksten))                | 3:40  |
| 3.  | Sky at night (Banks (muziek), (Foxx teksten))           | 8:43  |
| 4.  | Do what you want (Banks (muziek), (Foxx teksten))       | 8:34  |
| 5.  | Everything changes (Banks (muziek), (Foxx teksten))     | 12:48 |